# 대한민국 민법 제1078조
대한민국 민법 제1078조는 포괄적 수증자의 권리의무에 대한 민법 상속법 조문이다.

## 조문
제1078조(포괄적 수증자의 권리의무) 포괄적 유증을 받은 자는 상속인과 동일한 권리의무가 있다.  <개정 1990.1.13.>

第1078條(包括的 受贈者의 權利義務) 包括的 遺贈을 받은 者는 相續人과 同一한 權利義務가 있다. <改正 1990.1.13.>

## 참고 문헌
- 오현수, 일본민법, 진원사, 2014. ISBN 978-89-6346-345-2
- 오세경, 대법전, 법전출판사, 2014 ISBN 978-89-262-1027-7
- 이준현, LOGOS 민법 조문판례집, 미래가치, 2015. ISBN 979-1-155-02086-9